# ジャリッド・デール
- ジャリド・デール

ジャリッド・デール（Jarryd Dale、2000年9月11日 - ）は、オーストラリア連邦ビクトリア州メルボルン出身のプロ野球選手（内野手・育成選手）。右投右打。オリックス・バファローズ所属。

## 経歴
2016年11月15日にオーストラリアン・ベースボールリーグ（以下、ABL）のメルボルン・エイシズに入団。
2017年5月には福岡ソフトバンクホークスの入団テストを受けたが、入団には至らなかった。

### パドレス傘下時代
2017年7月2日にサンディエゴ・パドレスとマイナー契約を締結した。ABLでは39試合に出場して、打率.265、3本塁打、12打点という成績だった。
2018年6月18日にメジャー契約を結ぶ。傘下のアリゾナリーグパドレスでプレーした。ABLでは32試合の出場で、打率.181、5打点という成績であった。
2019年はマイナーリーグでは31試合に出場して打率.301、16打点という成績を残したものの。ABLでは32試合に出場して、打率.196、1本塁打、3打点という成績であった。
2020年はCOVID-19の影響でマイナーリーグのシーズンが中止となり、マイナーリーグでの公式戦出場はなかった。ABLでは23試合に出場して、打率.263、2本塁打、9打点という成績であった。
2021年はABLでの出場はなかった。
2022年もマイナーでプレー。オフにはABLで33試合に出場して、打率.265、3本塁打、11打点という成績だった。11月に日本で行われた日本代表の強化試合「侍ジャパンシリーズ2022」ではオーストラリア代表としてプレー。今永昇太から内野安打を記録した。
2023年3月に開催された第5回ワールド・ベースボール・クラシック(WBC)のオーストラリア代表に選出された。日本戦では代打で出場して安打を1本放った。ABLでは32試合に出場して打率.327、1本塁打、11打点という成績であった。
2024年8月4日にFAとなった。
オフにはABLで33試合に出場して、打率.381、3本塁打、19打点という成績を残す。また、この年はのちにチームメイトとなる齋藤響介、髙島泰都、小野泰己ともともにプレーした。
2025年2月6日からオリックス・バファローズの春季キャンプにテスト生として参加した。

### オリックス時代
2025年2月17日に、オリックスと育成契約を締結した。背番号は125。1年契約で、推定年俸500万円。
2025年はウエスタン・リーグで、7月末までで31試合の出場ながら打率三割越えを記録していたが、支配下登録とはならなかった。

## 選手としての特徴
二遊間を本職とする右打者。

## 人物
オリックスのゼネラルマネージャーの福良淳一は、「ものすごく真面目」と言及している。

## 詳細情報

### 背番号
- 125（2025年2月17日[4] - ）